# Marie-Madeleine Couperin
Marie-Madeleine Couperin, bijgenaamd Marie-Cécile (1690 - 1742) was een organiste, lid van de componistenfamilie Couperin en dochter van François Couperin le Grand. Vanaf 1719 was zij non.